# Велик изток на народите на Русия
Великият изток на народите на Русия (на руски: Великий восток народов России) е руска парамасонска организация от началото на ХХ век с ярко изразен политически характер.
Учредяването на Великия изток на народите на Русия става на конгрес в Москва през лятото на 1912 г. Специфичното при нея спрямо ложата-майка е премахването на редица задължителни елементи от другите масонски ложи, като чиракуването, като същевременно се опростяват ритуалите, пишат се политически програми, вместо да се извършват традиционни масонски благопристойни дейности, обсъждат се явно политически въпроси по време на срещите, работата като цяло не е „в името на напредъка“, както е в ложата на Великия изток на Франция, а е съсредоточена към политическата дейност в Държавната дума. По тази причина Великият изток на Франция и другите по-стари масонски ложи не признават Великия изток на народите на Русия за масонска ложа, а я разглеждат като своеобразен политически кръг (парамасонска ложа).  Начело на руската ложа седи генерален секретар, като през 1916 – 1917 г. постът се заема от бъдещия министър-председател Александър Керенски. 
Великият изток на народите на Русия обединява десетки ложи от по 10 – 15 души, които са организирани на териториален принцип, както и няколко специални ложи – военна, литературна и депутатска. Предполагаемият брой членове на ложата Велик изток на народите на Русия е няколкостотин души.